# Otto Linck
Otto Linck (* 15. Mai 1892 in Ulm; † 24. August 1985 in Güglingen) war ein deutscher Förster, Geologe, Paläontologe, Naturschützer, Landschaftspfleger, Fotograf, Schriftsteller und Dichter. Linck, im Hauptberuf Forstbeamter, beschäftigte sich mit einer Vielzahl von Themen und Wissensgebieten. Schon früh trat er als Lyriker und Erzähler und Erscheinung, der in Kriegsnovellen seine Erlebnisse während des Ersten Weltkriegs verarbeitete. Er veröffentlichte Schriften zu kunst- und kulturgeschichtlichen sowie heimatkundlichen Themen wie dem Kloster Maulbronn, dem Zabergäu und der Geschichte württembergischer Städte, zur Forstwissenschaft, zur Biologie, Geologie und Paläontologie. Ab den 1930er-Jahren entstanden zudem zahlreiche Veröffentlichungen Lincks zu Themen des Naturschutzes und der Landschaftspflege. Als leidenschaftlicher Fotograf schuf er für fast alle seiner Veröffentlichungen selbst die Fotografien. Für sein Lebenswerk wurde er mit zahlreichen Auszeichnungen geehrt.

## Leben
Otto Linck wurde 1892 in Ulm in eine württembergische Familie evangelischer Konfession geboren. Seine Eltern waren Emilie geb. Leuthaus sowie der spätere Generalleutnant Otto von Linck (1859–1937). Er hatte zwei Geschwister.
Nach dem Besuch der Elementarschule und des Gymnasiums in Ulm besuchte Linck das Karls-Gymnasium in Stuttgart, wo er auch das Abitur absolvierte. 1911 begann er an der Universität Tübingen ein Studium der Forstwissenschaft und der Geologie, das er 1916 mit der Forstlichen Fachprüfung beendete. Seit dem Wintersemester 1910/11 war er Mitglied der Studentenverbindung Lichtenstein Tübingen.
1914 meldete Linck sich freiwillig zum Militär und nahm als Leutnant der Reserve am Ersten Weltkrieg teil. Seine Kriegserlebnisse verarbeitete er in Gedichten und Novellen. Nach dem Krieg war Linck von 1918 bis 1920 Forstreferendar bei den Forstämtern Adelberg und Gaildorf und bei der Forstdirektion Stuttgart. In Stuttgart legte er die Forstliche Staatsprüfung ab. 1920 bis 1922 war er Forstassessor bei den Forstämtern Heilbronn, Güglingen und Schorndorf, ab 1922 dann Forstamtmann beim Forstamt Schorndorf. 1924 übernahm er als Forstmeister das Forstamt Güglingen, das er bis zu seinem Ruhestand 1957 leitete. Während des Zweiten Weltkriegs stand er auch dem Forstamt Sternenfels vor.
Schon in frühen Jahren veröffentlichte Linck Gedichte und Erzählungen, 1916 erschien in Tübingen ein erster Gedichtband. Bis in die 1940er-Jahre kamen weitere Erzählungen und Novellen heraus, Gedichte veröffentlichte er noch in den 1950er-Jahren. Speziell seine Kriegsnovellen fanden nicht bei allen Zustimmung; auf der am 16. Mai 1933 nachträglich im Börsenblatt für den Deutschen Buchhandel veröffentlichten ersten amtlichen Schwarzen Liste verbotener Bücher für Preußen, der von Wolfgang Herrmann erstellten Grundlage für die Bücherverbrennungen 1933, stand auch Lincks 1933 in Stuttgart erschienene Sammlung von Kriegsnovellen Kameraden im Schicksal. Ab 1920 widmete Linck sich der Heimatkunde und der Kunst- und Kulturgeschichte und brachte mehrere Bücher zu Mönchtum und Klöstern in Württemberg und speziell dem Kloster Maulbronn heraus. Auch die Geschichte württembergischer Städte wie Ulm, Ludwigsburg und Schwäbisch Hall war ein Thema Lincks. Der begeisterte Fotograf illustrierte fast alle seiner Veröffentlichungen zu Sachthemen mit eigenen Fotografien.
Als Förster betrieb Linck in seinem Güglinger Revier am Stromberg einen Umbau zu naturnahen Laub- und Laubmischwäldern mit Naturverjüngung und arbeitete an einer Vielzahl von Themen wie Standortfragen spezieller Baumarten im Waldbau, zweialtrigen Baumbeständen und Versuchsanbauten fremdländischer Baumarten. Besonders setzte er sich gegen das drohende Aussterben der bedrohten Baumart Speierling ein, über die er 1937 den Aufsatz Der Sperberbaum in Württemberg veröffentlichte. In Vorträgen und Exkursionen brachte er Forststudenten und anderen Interessierten die Forstwissenschaft nahe. Als Naturschützer und Landschaftspfleger widmete er sich über Wald und Stromberg hinaus der gesamten Zabergäu-Landschaft, beschäftigte sich mit Rebflurumlegungen am Michaelsberg, dem Zabergäuer Hausberg, und engagierte sich gegen zunehmende Zersiedelungstendenzen.
Ab Mitte der 1930er-Jahre wandte sich Linck verstärkt der Geologie und Paläontologie zu. In 51 Veröffentlichungen berichtete er u. a. über Fossilienfunde und ging besonders häufig auf die württembergische Trias ein. Sein geplantes Werk über Fünfzig Jahre Triasforschung im Heilbronner Raum, das 1981 erscheinen sollte, blieb unvollendet, nur die ausführliche Einleitung konnte 1981 gedruckt werden. Die bedeutende Trias-Sammlung Lincks erwarben im Dezember 1978 die Städtischen Museen Heilbronn, die Linck zu seinem 90. Geburtstag 1982 zudem mit einer Sonderausstellung würdigten.
Mit seiner Frau Gertrud, geb. Löffelhardt, die er 1921 in Heilbronn geheiratet hatte, war Linck bis zu ihrem Tod 1974 verheiratet. Aus der Ehe ging eine Tochter hervor. Otto Linck wurde im Familiengrab auf dem Güglinger Friedhof neben seiner Frau bestattet.

## Mitgliedschaften und Ehrenämter
Linck war seit 1914 im Württembergischen, später Baden-Württembergischen Forstverein Mitglied, zu dessen Zweiten Vorsitzendem er 1950 gewählt wurde. Seit 1925 war er Mitglied des Zabergäuvereins und ab 1940 dessen Vorsitzender. Nach dem Zweiten Weltkrieg gehörte er 1953 zu den Wiederbegründern des Vereins und wurde bis 1985 erneut dessen Vorsitzender. Im Lauf der Jahre veröffentlichte er zahlreiche Beiträge und etwa 170 Fotos in der vom Verein herausgegebenen Zeitschrift des Zabergäuvereins. Linck war außerdem auch Freimaurer.
Von 1935 bis 1975 war Linck Bezirksbeauftragter für Naturschutz, zunächst des Kreises bzw. Oberamts Brackenheim, ab 1938 dann des Landkreises Heilbronn.

## Werke (Auswahl)
- Aus den Jahren. Gedichte. Tübingen 1916.
- Alt-Ludwigsburg. Ein Stadtbild. Tübingen 1920.
- Rast auf der Reise. Gedichte. Tübingen 1921.
- Die flammende Kirche. Novellen. Tübingen 1922.
- Alt-Ulm. Ein Stadtbild. Tübingen 1924.
- Vorfrühlingstag im unteren Neckartal. In: Schwäbische Gestalten und Landschaften: eine Skizzenreihe. Stuttgarter Neues Tagblatt, Stuttgart 1926 (Tagblatt-Schriften; 3), S. 67–69.
- Gewitter um ein Albdorf. In: Schwäbische Gestalten und Landschaften: eine Skizzenreihe. Stuttgarter Neues Tagblatt, Stuttgart 1926 (Tagblatt-Schriften; 3), S. 85–88.
- Von den mittelalterlichen Nonnenklöstern Württembergs. In: Schwäbisches Heimatbuch (1927), S. 75–85.
- Vom mittelalterlichen S. 67–69.Mönchtum und seinen Bauten in Württemberg. Augsburg 1931.
- Kameraden im Schicksal. Kriegsnovellen. Stuttgart 1933.
- Die Reise nach Java. Erzählungen, Heilbronn 1936.
- Kloster Maulbronn. (= Deutsche Lande – Deutsche Kunst). Berlin 1938.
- Fragen der Weinbaulandschaft. In: Felix Schuster (Hrsg.): Schwäbisches Heimatbuch 1939. J. F. Steinkopf, Stuttgart 1939 (Bücherei des Schwäbischen Heimatbundes; 25), S. 41–48.
- Sang im Sommer. Gedichte. Stuttgart 1940.
- Sankt Martin. Eine Novelle aus dem Kriege. Heilbronn 1941.
- Der Abenteurer. Geschichten aus Heimat und weiter Welt. Gütersloh 1943.
- Maulbronn. (= Führer zu großen Baudenkmälern. Nr. 18). Berlin 1944.
- Keim und Korn. Ausgewählte Gedichte. Heilbronn 1948.
- Mittelalterliche Klöster in Württemberg. Stuttgart 1949.
- Das Zabergäu mit Stromberg und Heuchelberg. Öhringen 1949.
- Mönchtum und Klosterbauten Württembergs im Mittelalter. 2. Auflage. von Vom mittelalterlichen Mönchtum und seinen Bauten in Württemberg. Stuttgart 1953.
- Der Weinberg als Lebensraum. Öhringen 1954.
- Das Weinland am Neckar. Konstanz / Lindau / Stuttgart 1960.
- Das erdgeschichtliche Werksmuseum und die Kraftübertragung. Lauffen a. N./ Frankfurt am Main 1965.
- Fünfzig Jahre Triasforschung im Heilbronner Raum. Erster Teil: Vom Buntsandstein bis zum Lettenkeuper. Heilbronn 1981.

## Auszeichnungen
- 1917 Goldene Militärverdienstmedaille
- 1917 Eisernes Kreuz II. Klasse
- 1949 Ehrenmitglied des Schwäbischen Heimatbunds[5]
- 1952 Dr. h. c. der mathematisch-naturwissenschaftlichen Fakultät der Universität Tübingen (für seine Leistungen auf dem Gebiet der Geologie)
- 1952 Ehrenbürger der Stadt Güglingen (15. Mai 1952, in Würdigung seines Lebenswerks)
- 1957 Bundesverdienstkreuz 1. Klasse
- 1961 Ehrenmitglied des Vereins für vaterländische Naturkunde in Württemberg[6]
- 1969 Ehrenmitglied des Oberrheinischen Geologischen Vereins
- 1972 Otto-Linck-Pfad im Stromberg
- 1977 Robert-Mayer-Medaille[7]
- 1978 Heimatmedaille des Landes Baden-Württemberg
- 1982 Otto-Linck-Straße in Güglingen
- 1983 Verdienstmedaille des Landes Baden-Württemberg